# João Leão
João Felipe de Souza Leão (Recife, 27 de fevereiro de 1946) é um empresário e político brasileiro filiado ao Progressistas (PP). É deputado federal  pelo estado da Bahia. Leão foi vice-governador da Bahia e ex-secretário de Planejamento da Bahia, ex-prefeito de Lauro de Freitas entre 1989 a 1992, e deputado federal por cinco mandatos. De uma tradicional família brasileira de proprietários de engenhos em Pernambuco, a família Souza Leão, atuou como secretário de Infraestrutura do Governo da Bahia, de agosto de 2009 a março de 2010, e como secretário da Casa Civil do município de Salvador, na Bahia, de fevereiro de 2011 a março de 2012.
É formado em agronomia pela Universidade Federal Rural do Rio de Janeiro (UFRRJ), em 1968, ano em que exerceu a secretaria-geral da União dos Estudantes Agrícolas. 
Nas eleições estaduais de 2014, saiu vitorioso na chapa encabeçada pelo ex-deputado federal petista e secretário de governo da Bahia Rui Costa, sendo eleito vice-governador. É pai do também político Cacá Leão. Foi deputado federal entre os anos de 1995 a 2023. 
Licenciou-se do mandato de deputado federal, na Legislatura de 2007-2011, para assumir o cargo de Secretário Estadual de Infraestrutura do Governo da Bahia, de 20 de agosto de 2009 a 31 de março de 2010. Licenciou-se novamente do mandato de Deputado Federal, na Legislatura 2011-2015, para assumir o cargo de Chefe da Casa Civil do Município de Salvador, a partir de 16 de março de 2011. Reassumiu em 15 de março de 2012. Em maio de 2021, Leão foi nomeado secretário de Planejamento da Bahia.. Em outubro de 2022 Leão foi eleito para seu sexto mandato de deputado federal pelo Progressistas, recebendo 102.376 votos. 

## Investigação e polêmica
Em 6 março de 2015, Leão, que era investigado por formação de quadrilha e corrupção, afirmou em conversa informal a um jornalista que ele estaria "cagando e andando", por ter sido incluído na lista de investigados da Procuradoria-Geral da República. Em 8 de março de 2015, dois dias depois da nota publicada pela reportagem da Folha de S.Paulo, Leão usou sua página do Facebook para se retratar após a declaração dada à jornalista. Nela, a frase aparece nos seguintes termos: "Estou cagando e andando, no bom português, na cabeça desses cornos todos. Sou um cara sério, bato no meu peito e não tenho culpa".

## Atividade política
João Leão foi prefeito de Lauro de Freitas entre os anos de 1989 a 1992 pelo antigo PMDB. Foi eleito em sua primeira disputa eleitoral com 14.986 votos contra 1.023 do outro candidato.
Depois de um único mandato, foi eleito deputado federal pelo PSDB, depois foi convidado para o Partido Progressista Brasileiro (PPB), e em seu terceiro mandato ingressou nas fileiras do Partido Liberal (PL), indo finalmente para o Partido Progressista (PP).
Em 2000, durante seu segundo mandato, Leão foi admitido pelo presidente Fernando Henrique Cardoso à Ordem do Mérito Militar no grau de Comendador especial.
Atuou como secretário de Infraestrutura do Governo da Bahia, de agosto de 2009 à março de 2010, realizando grandes obras nas áreas de energia, comunicação, transportes e estradas. Foi secretário da Casa Civil do município de Salvador, entre 2011 e 2012.
Nas eleições estaduais de 2014, saiu vitorioso na chapa encabeçada pelo ex-deputado federal petista e então secretário de governo da Bahia Rui Costa (PT), sendo eleito vice-governador. A dupla foi reeleita em 2018 com 5.096.092 votos.